# Euanthia (djur)
Euanthia är ett släkte av fjärilar. Euanthia ingår i familjen tandspinnare.
Kladogram enligt Catalogue of Life:
| Euanthia | \| \| Euanthia inexpecta \| \| \| \| \| \| Euanthia venosa \| \| \| \| |
|          | \| \| Euanthia inexpecta \| \| \| \| \| \| Euanthia venosa \| \| \| \| |
|          | Euanthia inexpecta                                                     |
|          |                                                                        |
|          | Euanthia venosa                                                        |
|          |                                                                        |